# Franz Pogge
Franz Pogge (* 24. Juli 1827 in Striesenow; † 8. März 1902 in Alt Krassow; vollständiger Name: Franz Ernst Otto Pogge) war ein Rittergutsbesitzer aus der mecklenburgischen Familie Pogge und Reichstagsabgeordneter.
Franz Pogge wurde als jüngerer Sohn des Rittergutsbesitzer Johann Pogge (1793–1854) und dessen Frau Luise, geb. Behm (1799–1882), geboren. Er besuchte das Pädagogium Putbus und die Universität Rostock. Er beteiligte sich 1849 am Badischen und 1850 am Schleswig-Holsteinischen Feldzug. Seit 1851 Landwirt und Rittergutsbesitzer in Blankenhof bei Neubrandenburg. 1867 war er Mitglied der II. Kammer des Mecklenburgischen Landtags, von 1867 bis 1871 war er Mitglied des Reichstags des Norddeutschen Bundes. Von 1871 bis 1878 und von 1881 bis 1884 war er Mitglied des Deutschen Reichstags für die Nationalliberale Partei und den Reichstagswahlkreis Großherzogtum Mecklenburg-Strelitz.
Franz Pogge war ein älterer Bruder von Hermann Pogge, der auch Reichstagsabgeordneter war.